# Ursula Knab
Ursula Knab   (Heidelberg, 22 de novembre de 1929 - Karlsruhe, 23 de maig de 1989) fou una atleta alemanya, especialista en curses de velocitat, que va competir durant la dècada de 1950.
El 1952 va prendre part en els Jocs Olímpics de Hèlsinki, on va disputar dues proves del programa d'atletisme. Va guanyar la medalla de plata en la prova del 4x100 metres, formant equip amb Maria Sander, Helga Klein i Marga Petersen, mentre en la cursa dels 200 metres quedà eliminada en semifinals.

## Millors marques
- 100 metres. 12,0" (1952)
- 200 metres. 25,0" (1952)[1][2]